# کارتر استیونز
کارتر استیونز (انگلیسی: Carter Stevens؛ زاده ۱۷ اکتبر ۱۹۴۴) یک بازیگر پورنوگرافی اهل ایالات متحده آمریکا است.